# Puchar Republiki Serbskiej w piłce siatkowej mężczyzn (2024)
Puchar Republiki Serbskiej w piłce siatkowej mężczyzn 2024 – 31. edycja rozgrywek o siatkarski Puchar Republiki Serbskiej zorganizowana przez Związek Piłki Siatkowej Republiki Serbskiej (serb. Odbojkaški savez Republike Srpske, OS RS). Rozpoczęła się 12 października.
Rozgrywki składały się z ćwierćfinałów, półfinałów i finału. We wszystkich rundach obowiązywał system pucharowy, a o awansie decydowało jedno spotkanie.
Finał odbył się 24 listopada w hali sportowej JU Gimnazija „Filip Višnjić” w Bijeljinie. Po raz czwarty, jednocześnie trzeci raz z rzędu, Puchar Republiki Serbskiej zdobył OK Radnik Bijeljina, który w finale pokonał OK Borac Banja Luka. Obaj finaliści zapewnili sobie udział w Pucharze Bośni i Hercegowiny. Najlepszym zawodnikiem (MVP) finału został wybrany Vukašin Tuzlančić.

## System rozgrywek
Puchar Republiki Serbskiej 2024 składał się z ćwierćfinałów, półfinałów i finału. We wszystkich rundach rywalizacja toczyła się w systemie pucharowym, a o awansie decydowało jedno spotkanie.
Przed każdą rundą odbywało się losowanie wyłaniające pary meczowe. Przed losowaniem ćwierćfinałów drużyny zostały podzielone na dwa koszyki. W pierwszym znalazły się cztery zespoły, które osiągnęły najlepsze wyniki w rozgrywkach ligowych sezonu 2023/2024, natomiast w drugim – pozostałe drużyny. Zespoły z drugiego koszyka były dolosowywane do tych z pierwszego.
W ćwierćfinałach gospodarzami meczów były drużyny z drugiego koszyka, natomiast o roli gospodarza w półfinałach decydowało losowanie. Finał odbył się w miejscu wyłonionym w drodze konkursu przez OS RS. Finaliści uzyskali prawo gry w Pucharze Bośni i Hercegowiny.

## Drużyny uczestniczące
W Pucharze Republiki Serbskiej 2024 mogły uczestniczyć wszystkie drużyny zrzeszone w OS RS, a także te niezrzeszone po uzyskaniu licencji od dyrektora rozgrywek. Do rozgrywek zgłosiło się 8 zespołów: 5 z Premijer ligi Bośni i Hercegowiny oraz 3 z I ligi Republiki Serbskiej.
| Premijer liga BiH (5 drużyn) | Premijer liga BiH (5 drużyn) |
| ---------------------------- | ---------------------------- |
| OK Borac Banja Luka          | finał                        |
| OK Gradiška                  | ćwierćfinał                  |
| OK Ljubinje Bankom           | półfinał                     |
| OK Modriča Novoprom          | półfinał                     |
| OK Radnik Bijeljina          | zwycięstwo                   |

| I liga Republiki Serbskiej (3 drużyny) | I liga Republiki Serbskiej (3 drużyny) |
| -------------------------------------- | -------------------------------------- |
| OK Gacko                               | ćwierćfinał                            |
| OK Maglić Foča                         | ćwierćfinał                            |
| OK Tempo Ražljevo                      | ćwierćfinał                            |

## Rozgrywki
Godziny do 27 października 2024 roku podane są według strefy czasowej UTC+2, a od 27 października 2024 roku według strefy czasowej UTC+1.

### Ćwierćfinały
| 16 października 2024 18:00 Źródło: | Gradiška | 1:3 (17:25, 21:25, 25:23, 20:25) | Borac Banja Luka | Arena Gradiška (mala dvorana), Gradiška Sędzia: Srđan Cvijanović i Srđan Bencun |

| 24 października 2024 20:00 Źródło: | Tempo Ražljevo | 0:3 (15:25, 16:25, 16:25) | Radnik Bijeljina | Dvorana I OŠ, Ražljevo Sędzia: Željko Vukajlović i Nikola Lovrenović |

| 12 października 2024 18:30 Źródło: | Gacko | 0:3 (16:25, 15:25, 21:25) | Modriča Novoprom | Dvorana KSC, Gacko Sędzia: Dragan Gutalj i Nikola Kozić |

| 15 października 2024 19:00 Źródło: | Maglić Foča | 1:3 (25:22, 22:25, 19:25, 15:25) | Ljubinje Bankom | Sportska dvorana, Foča Sędzia: Gorica Duvnjak i Srđan Furtula |

### Półfinały
| 29 października 2024 18:00 Źródło: | Radnik Bijeljina | 3:0 (25:16, 25:12, 25:18) | Ljubinje Bankom | Gimnazija „Filip Višnjić”, Bijeljina Sędzia: Dijana Vidović i Dušica Kovač |

| 30 października 2024 20:00 Źródło: | Borac Banja Luka | 3:2 (26:24, 25:15, 22:25, 22:25, 15:10) | Modriča Novoprom | Dvorana Centar, Banja Luka Sędzia: Miroslav Čolić i Srđan Furtula |

### Finał
| 24 listopada 2024 16:00 Źródło: | Radnik Bijeljina | 3:1 (23:25, 25:18, 25:17, 25:19) | Borac Banja Luka | Gimnazija „Filip Višnjić”, Bijeljina Sędzia: Predrag Pecikoza i Dijana Vidović |